# Демир-бей
Дмитр (возможно, искажение от Демир-бей) — один из золотоордынских беев, участник Битвы на Синих Водах 1362/1363 годов.
В Густынской летописи сообщается:
В лѢто 6870… В сіє лѢто Ольгерд побѢди трех царков Татарских из ордами их, си єсть, Котлубаха, Качзея, Дмитра; и оттоли от Подоля изгна власть Татарскую. Сей Олгерд и иныя Рускія державы во власть свою пріят, и Кіев под Федором князем взят, и посади в нем Володымера сына своего, и нача над сими владѢти, им же отци его дань даяху.
Христианское по звучанию имя наталкивало исследователей на различные предположения относительно идентификации Дмитра с каким-либо христианским правителем с именем Димитрий, или приводило их к мысли, что изначально татарские имя Демир было искажено в летописях переписчиками. Одной из самых распространённых версий является предложенная Н. В. Малицким идентификация Димитрия как «манлопского» (мангупского) хана, то есть правителя Феодоро, однако это предположение не поддерживается современной историографией, в частности её полностью отвергает симферопольский историк Виктор Мыц.
После поражения в Синеводской битве Димитрий, согласно польскому хронисту XV века Яну Длугошу, со своей ордой переправился через Дунай и осел в Добруджской степи. Кроме того, Димитрий (в форме domini Demetrii, principis Tartarorum) упоминается в грамоте 1368 года венгерского короля Лайоша I. Это, вероятно, свидетельствует о том, что его орда располагалась на землях, находившихся под юрисдикцией Лайоша.